# Warna (Russland)
Warna (russisch Ва́рна) ist ein Dorf (selo) in der Oblast Tscheljabinsk (Russland) mit 9869 Einwohnern (Stand 14. Oktober 2010).

## Geographie
Das Dorf liegt am Ostrand des südlichen Ural etwa 200 km südlich der Oblasthauptstadt Tscheljabinsk und gut 10 km von der Grenze zu Kasachstan entfernt. Es befindet sich am Nischni Togusak, einem der Quellflüsse des rechten Ui-Nebenflusses Togusak.
Warna ist Verwaltungssitz des Rajons Warnenski sowie der Landgemeinde Warnenskoje selskoje posselenije, zu der neben dem Dorf noch die Siedlung Kysyl-Majak (8 km südwestlich) gehört.

## Geschichte
Warna entstand 1843 als Wachtposten des Orenburger Kosakenheeres nahe der damaligen Grenze des Russischen Kaiserreiches zu den noch nicht kolonialisierten Steppengebieten des späteren Russisch-Turkestan, zunächst als Posten (Post) oder Abschnitt (Utschastok) Nr. 30 des Nowolineiny rajon („Neuer Linien-Rajon“, für das Gebiet entlang der Grenzlinie zwischen den Festungen Troizk und Orsk). Wie eine Reihe anderer Orte der Region, darunter Bredy, Ferschampenuas und Parisch, wurde er später nach dem Schauplatz eines Sieges der russischen Armee – meist unter der Beteiligung von Kosakenregimentern – in den Kriegen des 19. Jahrhunderts benannt; in diesem Fall nach der bulgarischen Stadt Warna, deren Festung im Russisch-Türkischen Krieg 1828–1829 am 29. September 1828 nach zweimonatiger Belagerung eingenommen wurde.
Seit 4. November 1926 (nach anderen Angaben bereits 27. Februar 1924) ist Warna Verwaltungssitz eines nach ihm benannten Rajons.

### Bevölkerungsentwicklung
| Jahr | Einwohner |
| ---- | --------- |
| 1939 | 3901      |
| 1959 | 6652      |
| 1970 | 7364      |
| 1979 | 8164      |
| 1989 | 9379      |
| 2002 | 9978      |
| 2010 | 9869      |

Anmerkung: Volkszählungsdaten

## Verkehr
Im Dorf befindet sich die Bahnstation Tamerlan an der ab 1914 erbauten, aber erst 1930 – nach Zerstörungen im Russischen Bürgerkrieg – endgültig fertiggestellten, zweigleisigen und auf diesem Abschnitt seit 1966 elektrifizierten Eisenbahnstrecke (Tscheljabinsk –) Troizk – Orsk (Streckenkilometer 86 ab Solotaja Sopka südlich Troizk, wo sie von der Strecke Richtung Qostanai in Kasachstan abzweigt). Warna wird nördlich und östlich von der Regionalstraße 75K-010 umgangen, die westlich von Troizk von der 75K-223 abzweigt und weiter nach Kartaly führt.